# Escuela Superior de Gastronomía, Hostelería y Turismo de Toledo
La Escuela Superior de Gastronomía, Hostelería y Turismo de Toledo (ESGHT), en España, es una de las escuelas más grandes de Europa,[cita requerida] a tan solo 70 km de Madrid, y a menos de 30 minutos en tren de alta velocidad. La ESGHT es un centro privado con titulación oficial.
En este centro se estudian ciclos formativos de Restauración, Cocina, Restaurante y Bar, Pastelería y Panadería y Agencia de Viajes. El centro tiene convenios de colaboración con los principales y mejores establecimientos del país, para que sus alumnos puedan realizar prácticas no solo en la propia escuela sino en otros centros de trabajo.